# 小林惠子
小林 惠子（こばやし やすこ、1936年 - ）日本古代史の研究家。日本オリエント学会員。独創的な史観で執筆活動を続けている。
1936年生まれ。1958年岡山大学法文学部文学科東洋史専攻卒業。日本だけでなく中国や朝鮮の史料も検証し、従来の古代史に一線を画した研究で執筆活動を続けている。2004年11月出版の三笠宮殿下米寿記念論集（三笠宮殿下米寿記念論集刊行会 編著）に随筆（学者としての宮様）を寄稿している。

## 著書
文藝春秋
- 『聖徳太子の正体』 1990年（ISBN 978-4-167555016）
- 『陰謀 大化改新』1992年（ISBN 978-4-163467801）
- 『二つの顔の大王』 1995年（ISBN 978-4-167555023）
- 『広開土王と倭の五王』1996年（ISBN 978-4-163519609）
- 『白虎と青龍』 2008年（ISBN 978-4-780703962）

祥伝社
- 『本当は怖ろしい万葉集』2003年（ISBN 978-4-396314231）
- 『西域から来た皇女』2005年（ISBN 978-4-396314576）
- 『大伴家持の暗号』2006年（ISBN 978-4-396612795）
- 『桓武天皇の謎』2009年（ISBN 978-4-396613518）
- 『空海と唐と三人の天皇』2011年（ISBN 978-4-396316587）
- 『海を渡ってきた古代倭王 その正体と興亡』2014年（ISBN 978-4-396615130）
- 『聖徳太子の真相』 2017年（ISBN 978-4-396115258）
- 『大化の改新の黒幕』 2019年（ISBN 978-4-396115791）

音声祥伝社新書
- 『古代倭王の正体』2016年（ISBN 978-4-396114565）
- 『万葉集で解く古代史の真相』2016年（ISBN 978-4-396114824）

現代思潮新社
- 『白村江の戦いと壬申の乱』1987年（ISBN 978-4-329001542）
- 『高松塚被葬者考』1988年（ISBN 978-4-329001566）
- 『「記紀」 史学への挑戦状[井沢元彦氏との対談] 』1998年 (ISBN 978-4-198931230）
- 『倭王たちの七世紀』 2010年 （ISBN 978-4-329020642）
- 『小林恵子古代史シリーズ 全九巻』2011年～2012年
  - 【第一巻】江南出身の卑弥呼と高句麗から来た神武』（ISBN 978-4-329004710）
  - 【第二巻】海翔ける白鳥・ヤマトタケルの 景行朝（ISBN 978-4-329004727）
  - 【第三巻】広開土王の謚は仁徳天皇（ISBN 978-4-329004734）
  - 【第四巻】継体朝とササン朝ペルシア（ISBN 978-4-329004741）
  - 【第五巻】聖徳太子の正体（ISBN 978-4-329004758）
  - 【第六巻】史上から消された聖徳太子・山背王朝（ISBN 978-4-329004765）
  - 【第七巻】 ｢壬申の乱」―隠された高市皇子の出自（ISBN 978-4-329004772）
  - 【第八巻】すり替えられた聖武天皇（ISBN 978-4-329004789）
  - 【第九巻】 ｢安・史の乱」と藤原仲麻呂の滅亡（ISBN 978-4-329004796）

## 関連文献
- 『三笠宮殿下米寿記念論集』2004年（ISBN 4-88708-334-3）三笠宮殿下米寿記念論集刊行委員会著
  - 三笠宮殿下米寿記念論集（学者としての宮様：小林恵子 p871）（2014年3月7日アーカイブ） - 国立国会図書館Web Archiving Project